# Harderwijk
Harderwijk város és község (önkormányzat) Hollandiában, közel az ország földrajzi középpontjához.
A forgalmat a Harderwijk pályaudvar szolgálja ki.
Harderwijk a Veluwe nyugati szélén helyezkedik el. A község délkeleti részét nagyrészt erdők borítják. Lakosainak száma 50 000 fő (2024. december 24.). Harderwijk Nunspeet, Zeewolde és Ermelo községekkel határos.

## Története
Harderwijk 1231-ben kapott városi jogokat kapott II. Ottó gueldersi őrgróftól.  A század végére felépült a várost védő várfal. A város legrégebbi része a mai Hoogstraat és Grote Poortstraat utcákhoz közel található. 1315 körül a város déli irányba bővült, ekkor épült a Grote Kerk (nagytemplom) is.  A második, északi irányű bővítés 1425 körül történt.
A város nyugati felén a fal java része még mindig létezik, de gyakran nem teljesen az eredeti formában. Ez vonatkozik az egyetlen fennmaradt városkapura, a Vischpoortra (halkapu) is.
1648 és 1811 között a harderwijki egyetem működött a városban.  Többek között itt végzett Carl Linnaeus botanikus és Apáczai Csere János.  Napóleon megszüntette az egyetemet a zutpheni és a franekeri intézményekkel együtt.
Harderwijk a Hanza-szövetséghez tartozott. Mivel a Zuiderzee (jelenleg IJsselmeer) partján fekszik,  gazdasága túlnyomórészt a halászatra és általában a tenger közelségére épült.  Ez alapvetően megváltozott 1932 után, amikor a Zuiderzee-t biztonsági okokból elszakították az Északi-tengertől. A kikötőben így ma már elsősorban jachtoknak ad otthont. A halászat korábbi fontosságát illusztráló rendezvény az Aaltjesdag (angolna napja). A körutakon lévő standokon és éttermekben a téli hónapok kivételével még mindig kaphatóak a halak. A vásárlók jellemzően turisták, de a helyi lakosok már nem a halászatból élnek.
Harderwijk ma valószínűleg a delfináriumáról a legismertebb, ahol delfinbemutatókra kerül sor, és más tengeri emlősöket és halakat is tartanak.

## Híres emberek
- Jan Bos (1975) gyorskorcsolyázó
- Theo Bos (1983) kerékpáros
- Joost Eerdmans (1971) politikus
- Gijsbert Hendrik Lamers (1834–1903), református teológus
- Theo de Meester (1851–1919) politikus és miniszterelnök
- Roef Ragas (1965–2007) színész
- Dirk Rijnders (1909–2006) politikus
- Marco Roelofsen (1968) labdarúgó
- Richard Roelofsen (1969) labdarúgó
- Henk Schiffmacher (1952) tetoválóművész
- Henk Timmer (1971) labdarúgókapus
- Marianne Timmer (1974) gyorskorcsolyázó

## Testvérvárosa
- Csehország Znojmo

## Galéria

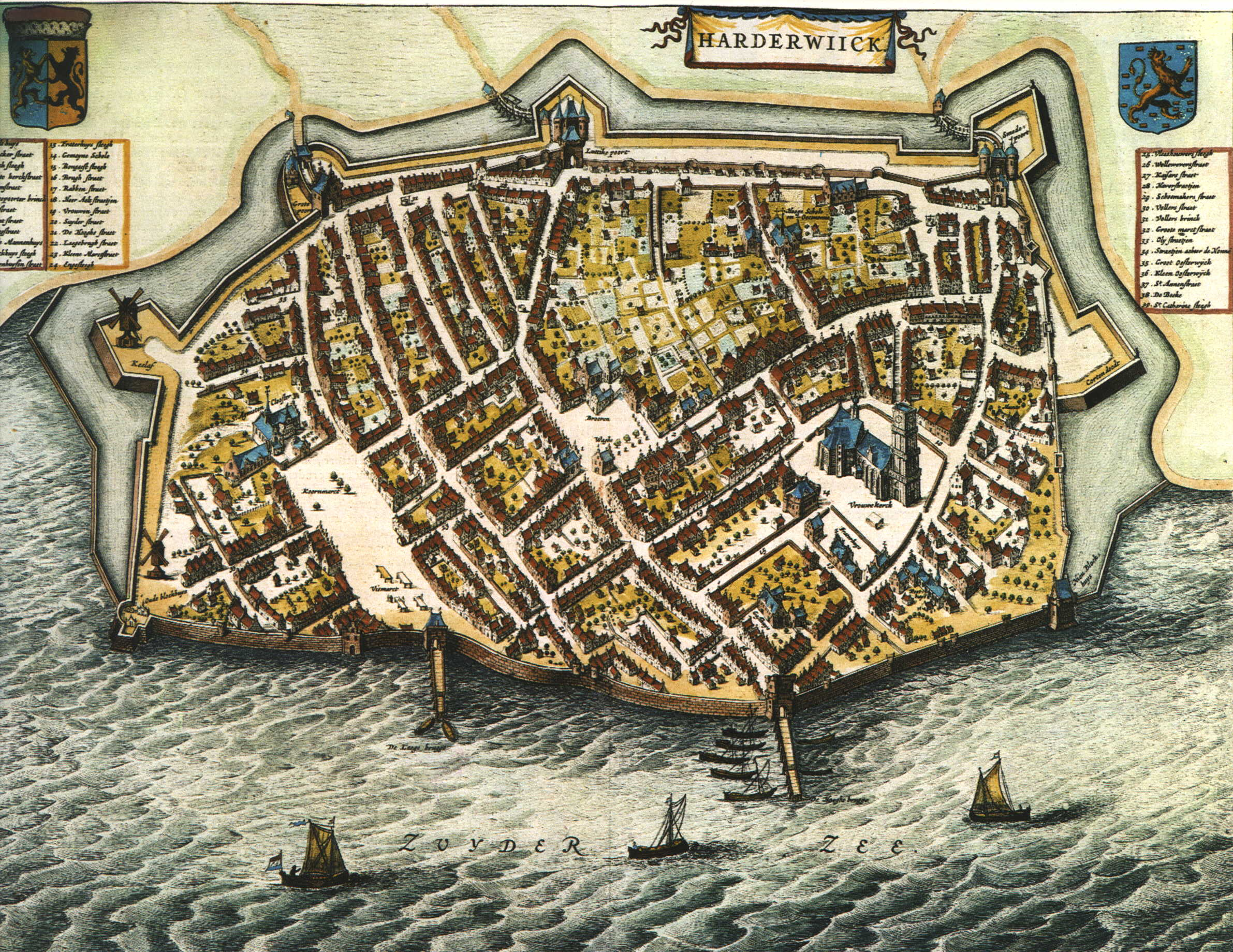
Harderwijk térképe, Willem és Joan Blaeu, 1652. Az északi rész a térkép alján található!
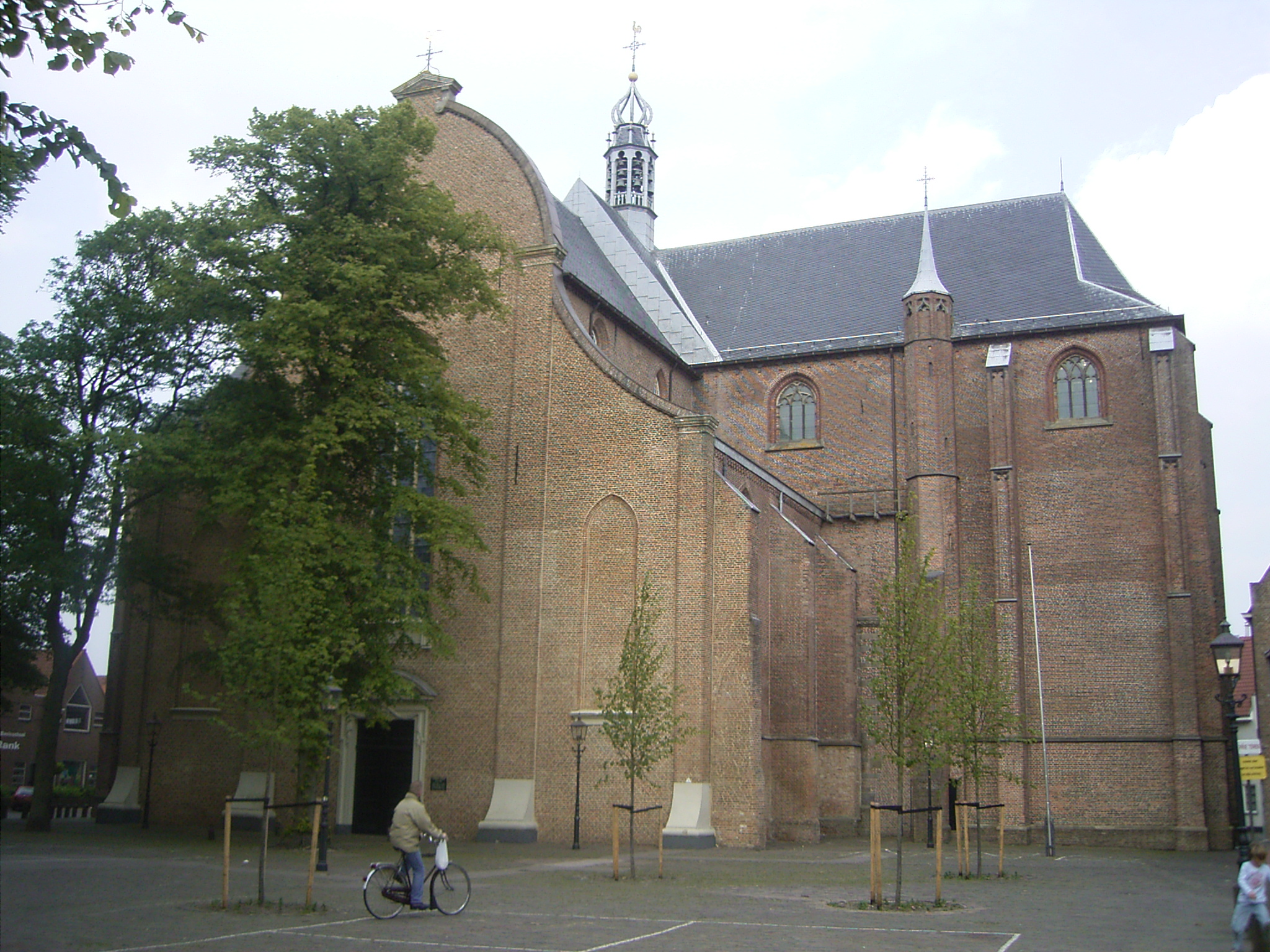
Grote Kerk (nagytemplom)
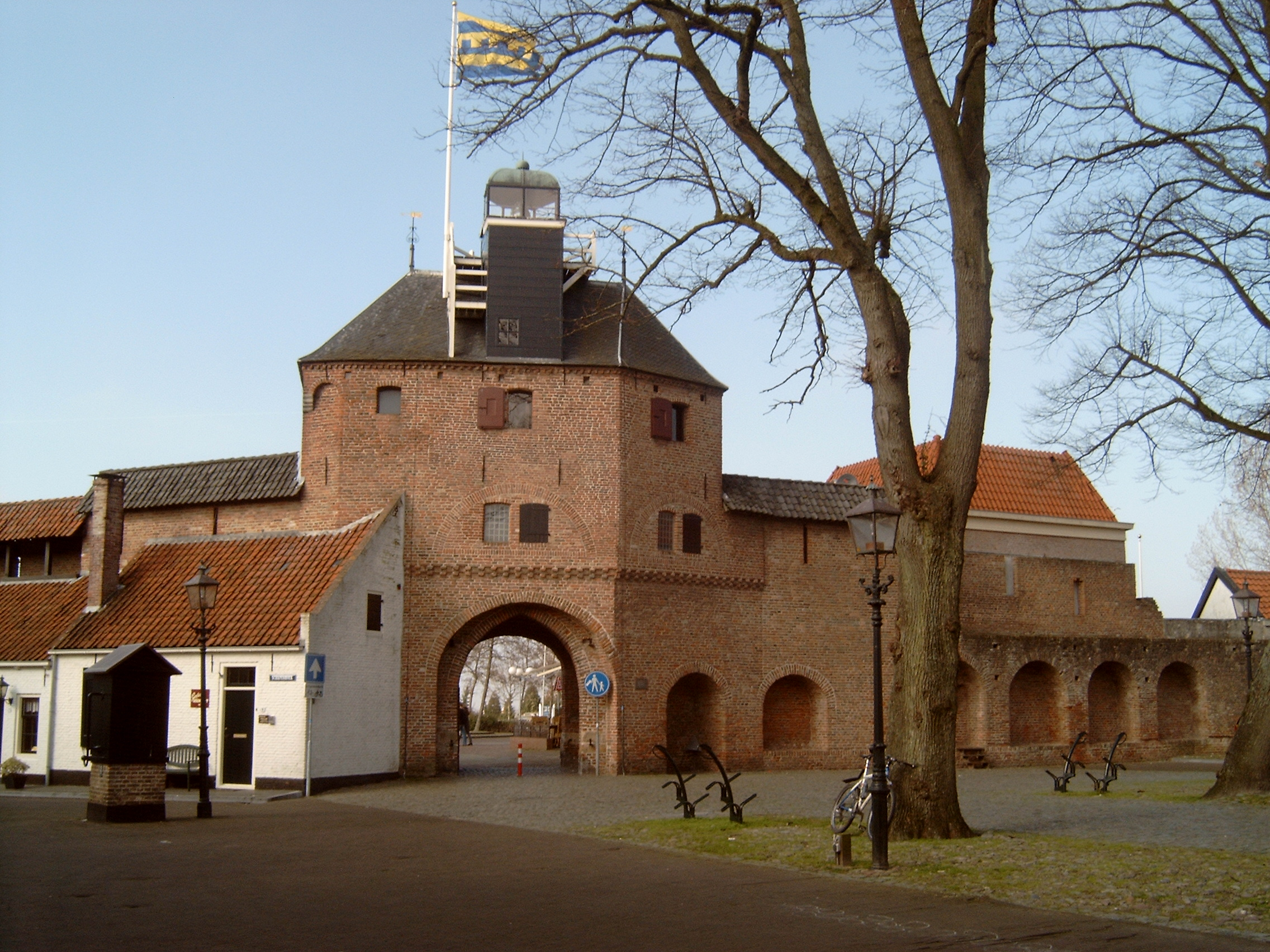
Vischpoort (halkapu)
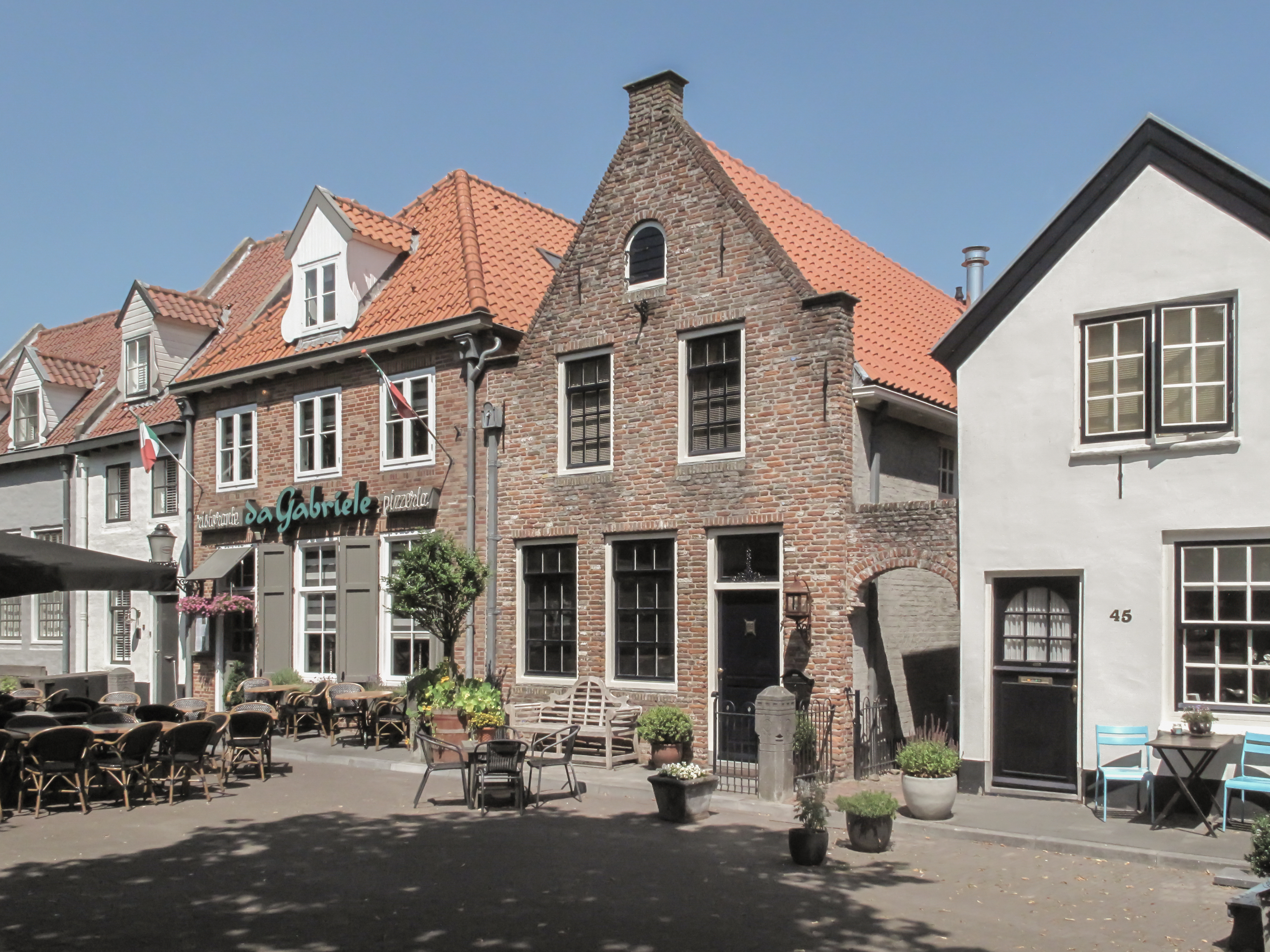
Halpiac
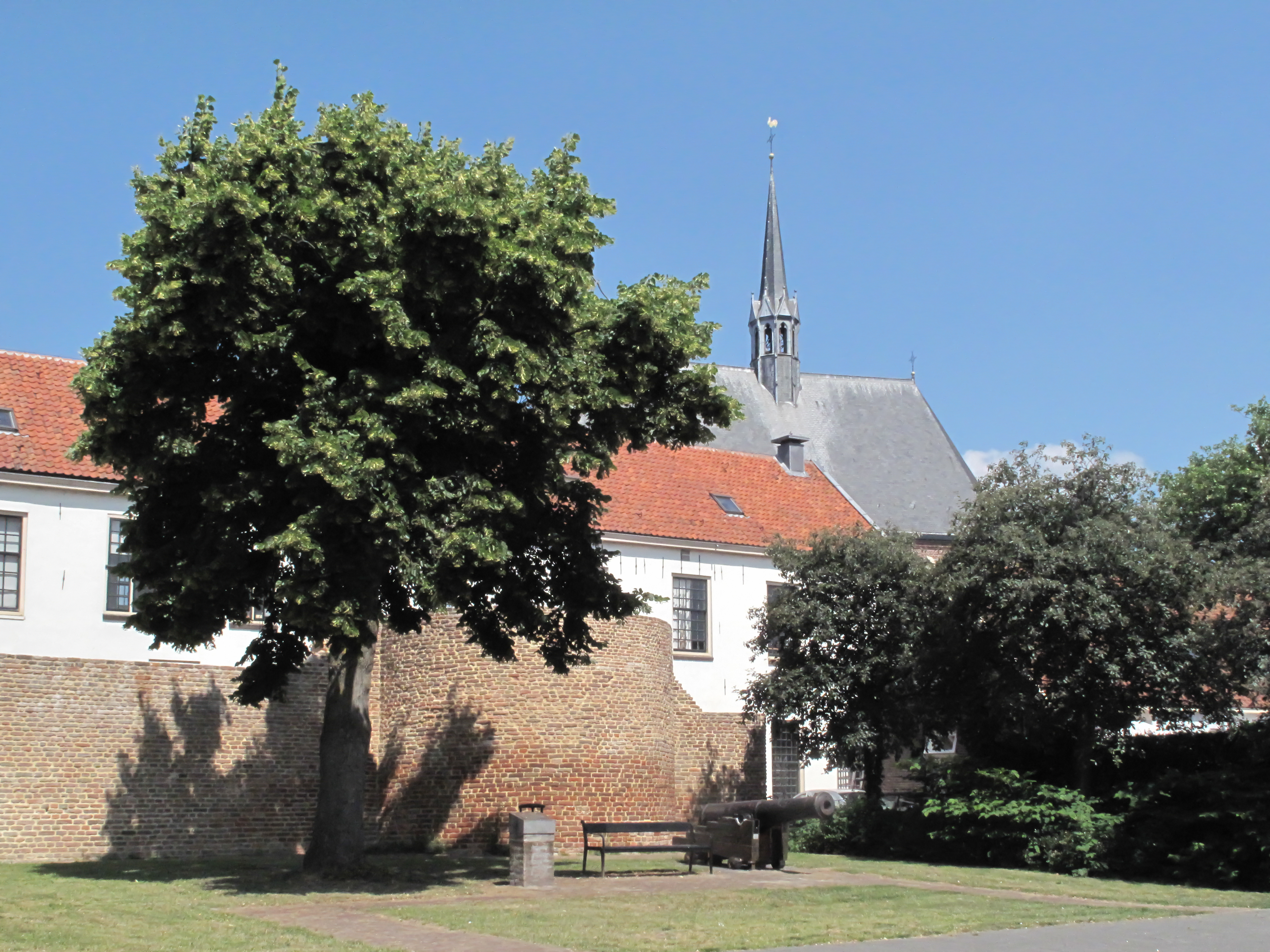
Városfal, ágyú és templomtorony
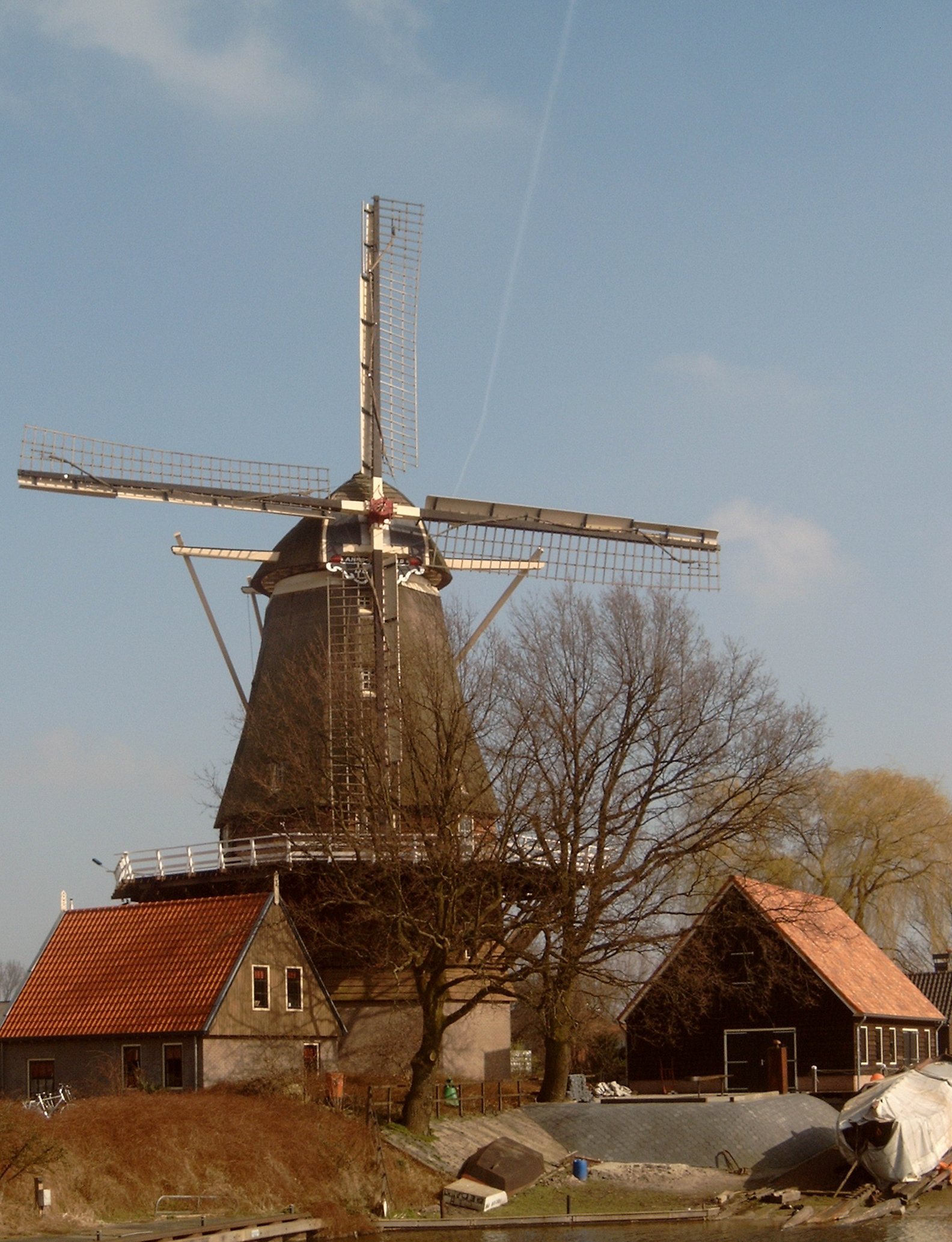
Szélmalom
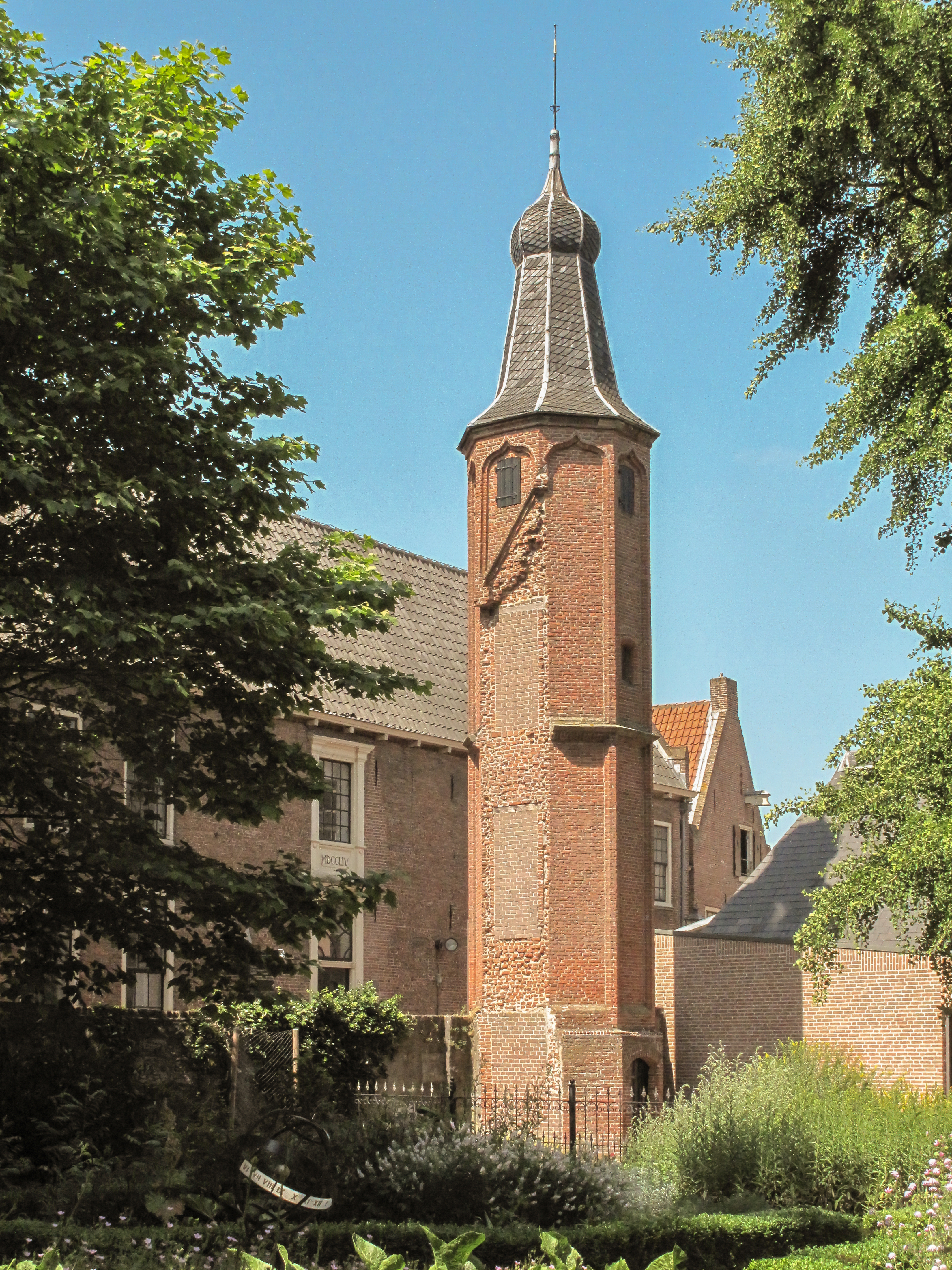
Linnaeus-torony

## Fordítás
- Ez a szócikk részben vagy egészben  a   Hardwerwijk című angol Wikipédia-szócikk ezen változatának fordításán alapul.  Az eredeti cikk szerkesztőit annak laptörténete sorolja fel. Ez a jelzés csupán a megfogalmazás eredetét és a szerzői jogokat jelzi, nem szolgál a cikkben szereplő információk forrásmegjelöléseként.